# Estación Zapala
Zapala es una estación de ferrocarril ubicada en el departamento Zapala, provincia del Neuquén, Argentina.

## Servicios
Pertenece al Ferrocarril General Roca en su ramal entre Bahía Blanca y Zapala.
No presta servicios de pasajeros desde 1993, sin embargo por sus vías corren trenes de carga, a cargo de la empresa Ferrosur Roca.
A esta estación llegan Mafalda y sus padres cuando viajan de vacaciones a la zona de los lagos argentinos.

## Ubicación
Se accede desde la Ruta Nacional 22 Y La Ruta Nacional 40.